# Prosaptia subglabra
Prosaptia subglabra är en stensöteväxtart som först beskrevs av Masahiro Kato och Parris, och fick sitt nu gällande namn av Barbara S. Parris. Prosaptia subglabra ingår i släktet Prosaptia och familjen Polypodiaceae. Inga underarter finns listade.